# Brookport
Brookport és una ciutat del Comtat de Massac a l'estat d'Illinois dels Estats Units d'Amèrica.

## Demografia
Segons el cens del 2000 Brookport tenia 1.054 habitants, 450 habitatges, i 283 famílies. La densitat de població era de 508,7 habitants/km².
Dels 450 habitatges en un 30% hi vivien nens de menys de 18 anys, en un 44,2% hi vivien parelles casades, en un 14,7% dones solteres, i en un 37,1% no eren unitats familiars. En el 33,8% dels habitatges hi vivien persones soles el 15,1% de les quals corresponia a persones de 65 anys o més que vivien soles. El nombre mitjà de persones vivint en cada habitatge era de 2,34 i el nombre mitjà de persones que vivien en cada família era de 2,97.
Per edats la població es repartia de la següent manera: un 28,1% tenia menys de 18 anys, un 8,3% entre 18 i 24, un 26,7% entre 25 i 44, un 21,4% de 45 a 60 i un 15,6% 65 anys o més.
L'edat mediana era de 35 anys. Per cada 100 dones de 18 o més anys hi havia 90,9 homes.
La renda mediana per habitatge era de 24.438 $ i la renda mediana per família de 30.000 $. Els homes tenien una renda mediana de 31.250 $ mentre que les dones 19.188 $. La renda per capita de la població era d'11.751 $. Aproximadament el 16,2% de les famílies i el 19,8% de la població estaven per davall del llindar de pobresa.

## Poblacions properes
El següent diagrama mostra les poblacions més properes.